# إلتون جون
السير إلتون هيركيوليز جون (بالإنجليزية: Elton Hercules John)‏، CBE (ولد باسم ريجينالد كينيث دوايت (بالإنجليزية: Reginald Kenneth Dwight)‏ في 25 مارس 1947) هو عازف بيانو، مؤلف موسيقي، ومغني بوب/روك، من إنكلترا. حصل على جائزة أوسكار مرة واحدة وعلى جائزة غرامي خمس مرات.
وجهت الرابطة البريطانية لدعم الأكاديمية الفلسطينية رسالة إلى إلتون جون تدعوه فيها إلى إلغاء في الحفل الذي سيحييه في تل أبيب، إسرائيل، احتجاجًا على حرب غزة. وجاء في الرسالة: «سواء كان النشاط سياسيًا أم غير ذلك، فإن مجرد وقوفك على المنصة في تل أبيب، يعني أنك تتقبل دولة عنصرية.». وطلب الأكاديميون البريطانيون من إلتون جون أن يقرأ تقرير غولدستون الذي جاء فيه أن إسرائيل تورطت في جرائم حرب في حرب غزة.

## التمثيل[11]
- 1997 : المربية (المربية) - الموسم 5 الحلقة 2
- 1997  : التوابل في العالم ( الفيلم)
- 1999 : عائلة سيمبسون (The Simpsons) - الموسم 10
- 2016 : ناشفيل : الموسم 4

## روابط خارجية
- إلتون جون على موقع IMDb (الإنجليزية)
- إلتون جون على موقع الموسوعة البريطانية (الإنجليزية)
- إلتون جون على موقع مونزينجر (الألمانية)
- إلتون جون على موقع ألو سيني (الفرنسية)
- إلتون جون على موقع ميوزك برينز (الإنجليزية)
- إلتون جون على موقع رولينغ ستون (الإنجليزية)
- إلتون جون على موقع أول موفي (الإنجليزية)
- إلتون جون على موقع قاعدة بيانات برودواي على الإنترنت (الإنجليزية)
- إلتون جون على موقع قاعدة بيانات برودواي على الإنترنت (الإنجليزية)
- إلتون جون على موقع إن إن دي بي (الإنجليزية)